# Kettling

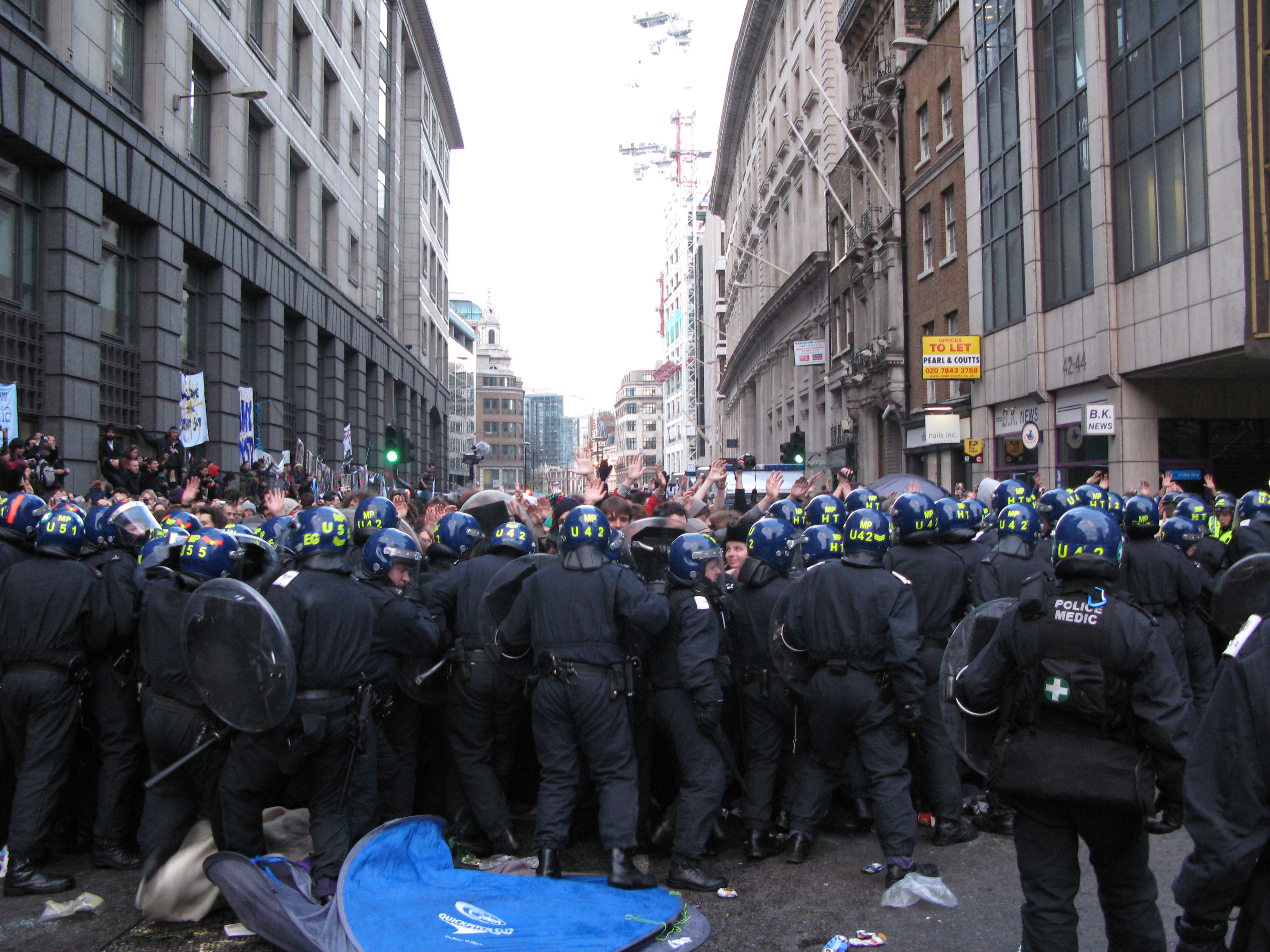
Kettling della polizia nei confronti dei partecipanti alla protesta del G20 a Londra

Il kettling, conosciuto anche come tecnica di contenimento o corralling, è una tattica utilizzata dalla polizia per contenere la folla di protestanti durante una manifestazione.
Spesso i poliziotti pressano i manifestanti spingendoli verso un'area predisposta e ben delimitata, talvolta lasciandogli una sola via d'uscita, decisa dalla polizia stessa, talvolta accerchiando la folla per spegnere gli animi ribelli, lasciandoli senza cibo, acqua e servizi igienici.

## Etimologia
Il termine inglese kettle indica la caldaia nella quale si fa bollire il tè e tale metafora rimanda proprio alla pressione utilizzata dalla polizia nell'accerchiare i manifestanti. Il termine inglese corral significa "recinzione per bestiame" e l'interpretazione è analoga.

## La tattica
Una volta che il cordone di poliziotti è ben saldo, il kettling può procedere. Il cordone viene mantenuto per un certo numero di ore: l'obiettivo è quello di lasciare gli aspiranti manifestanti troppo stanchi per fare qualsiasi cosa e spingerli a tornare a casa. Il kettling è stato criticato in quanto utilizzato indiscriminatamente, conducendo anche alla detenzione di cittadini rispettosi della legge e di passanti innocenti, nonché negando agli imprigionati l'accesso a cibo, acqua e servizi igienici. In alcuni paesi l'utilizzo di tale metodo ha portato a problemi legali a causa della violazione dei diritti umani.

## In relazione al G20 di Londra
Durante la protesta al G20 di Londra del 2009, molti giornali discussero riguardo al kettling della polizia.
Nonostante la maggior parte dei manifestanti avessero intenzioni pacifiche, per prevenire eventuali episodi di violenza i poliziotti furono infatti autorizzati a contenere e reprimere la protesta. Tale manovra fu chiamata Operation Glencoe, nome che rimanda allo storico massacro di Glencoe.